# 중국조코
중국조코(Eospalax fontanierii)는 소경쥐과에 속하는 설치류의 일종이다. 중국의 토착종으로 칭하이성부터 동쪽으로 베이징시까지 스텝 지대와 산악 초원에서 발견된다. 1867년 밀네-에드워즈(Milne-Edwards, 1867)가 처음 기술했다. 1990년대 칭하이 성에서의 퇴치 프로그램 때문에 이전 개체수의 1/3 이하의 개체수 감소가 일어났다. 흔한 종으로 간주되며, 국제 자연 보전 연맹(IUCN)이 "관심대상종"으로 지정하고 있다. 성숙한 개체의 평균 몸무게는 256g이고, 태어난 직후의 새끼는 9g 정도이다.